# لودويغ أندرياس بوخنر
لودويغ أندرياس بوخنر (بالألمانية: Ludwig Andreas Buchner)‏ (و. 1813 – 1897 م) هو عالم أدوية، وصيدلي، وأستاذ جامعي، وطبيب ألماني، ولد في ميونخ، كان عضوًا في الأكاديمية البافارية للعلوم والعلوم الإنسانية، توفي في ميونخ، عن عمر يناهز 84 عاماً.

## التعليم
تعلم في جامعة غيسن
.